# Ceromya dorsigera
Ceromya dorsigera là một loài ruồi trong họ Tachinidae.